# Sam Wanamaker
Sam Wanamaker, all'anagrafe Samuel Wattenmacker (Chicago, 14 giugno 1919 – Londra, 18 dicembre 1993), è stato un attore, regista, direttore teatrale, direttore artistico e produttore teatrale statunitense.

## Biografia
Vittima del maccartismo, nel 1952 lasciò gli Stati Uniti e si trasferì in Inghilterra, dove ricominciò la sua carriera di attore, regista e produttore. Grazie al suo interesse venne iniziato il progetto di ricostruzione del Globe Theatre di Shakespeare a Londra, che però venne completato solo dopo la sua morte.

## Filmografia parziale

### Attore

#### Cinema
- My Girl Tisa, regia di Elliott Nugent (1948)
- Cristo fra i muratori (Give Us This Day), regia di Edward Dmytryk (1949)
- Direzione Nord (Mr. Denning Drives North), regia di Anthony Kimmins (1952)
- The Secret, regia di Cy Endfield (1955)
- La battaglia dei sessi (The Battle of the Sexes), regia di Charles Crichton (1959) - voce
- Giungla di cemento (The Criminal), regia di Joseph Losey (1960)
- Taras il magnifico (Taras Bulba), regia di J. Lee Thompson (1962)
- Tra due fuochi (Man in the Middle), regia di Guy Hamilton (1964)
- Quei temerari sulle macchine volanti (Those Magnificent Men in Their Flying Machines or How I Flew from London to Paris in 25 hours 11 minutes), regia di Ken Annakin (1965)
- La spia che venne dal freddo (The Spy Who Came In from the Cold), regia di Martin Ritt (1965)
- Agente 4K2 chiede aiuto (Warning Shot), regia di Buzz Kulik (1967)
- Il giorno in cui i pesci uscirono dal mare (The Day the Fish Came Out), regia di Michael Cacoyannis (1967)
- La mano che uccide (Danger Route), regia di Seth Holt (1967)
- Delitto in silenzio (The Spiral Staircase), regia di Peter Collinson (1975)
- La spia senza domani (The Sell Out), regia di Peter Collinson (1976)
- La nave dei dannati (Voyage of the Damned), regia di Stuart Rosenberg (1976)
- Billy Jack Goes to Washington, regia di Tom Laughlin (1977)
- The Billion Dollar Bubble, regia di Brian Gibson (1978)
- Assassinio sul Nilo (Death on the Nile), regia di John Guillermin (1978)
- Contro 4 bandiere (From Hell to Victory), regia di Umberto Lenzi (1979)
- Competition (The Competition), regia di Joel Oliansky (1980)
- Soldato Giulia agli ordini (Private Benjamin), regia di Howard Zieff (1980)
- Vertenza inconciliabile (Irreconcilable Differences), regia di Charles Shyer (1984)
- Aviator - Amore tra le nuvole (The Aviator), regia di George Trumbull Miller (1985)
- Codice Magnum (Raw Deal), regia di John Irvin (1986)
- Superman IV (Superman IV: The Quest for Peace), regia di Sidney J. Furie (1987)
- Baby Boom, regia di Charles Shyer (1987)
- Berlino - Opzione zero (Judgment in Berlin), regia di Leo Penn (1988)
- Indiziato di reato - Guilty by Suspicion (Guilty by Suspicion), regia di Irwin Winkler (1991)
- È tutta fortuna (Pure Luck), regia di Nadia Tass (1991)

#### Televisione
- Missione segreta (Espionage) – serie TV, episodio 1x10 (1963)
- Selvaggio west (The Wild Wild West) – serie TV, episodio 1x14, regia di Paul Wendkos (1965)
- I giorni di Bryan (Run for Your Life) – serie TV, episodi 2x16-2x17 (1967)
- Olocausto (Holocaust), regia di Marvin J. Chomsky – miniserie TV (1978)
- Le sconfitte di un vincitore: Winston Churchill 1928-1939 (Winston Churchill: The Wilderness Years) – miniserie TV (1981)

### Regista
- Quel maledetto ispettore Novak (The File of the Golden Goose) (1969)
- L'esecutore (The Executioner) (1970)
- Catlow (1971)
- Sinbad e l'occhio della tigre (Sinbad and the Eye of the Tiger) (1977)
- Il ritorno di Simon Templar (Return of the Saint) – serie TV, episodio 1x21 (1979)
- Colombo (Columbo) – serie TV, episodi 6x03-8x04 (1976-1989)

## Doppiatori italiani
Nelle versioni in italiano delle opere in cui ha recitato, Sam Wanamaker è stato doppiato da:
- Gianni Marzocchi in Assassinio sul Nilo, Codice Magnum, Superman IV
- Emilio Cigoli in Cristo fra i muratori
- Renato Turi in La spia che venne dal freddo
- Sergio Graziani in Tra due fuochi
- Sergio Fiorentini in Olocausto
- Pino Locchi in Contro 4 bandiere
- Silvio Spaccesi in Soldato Giulia agli ordini
- Adolfo Fenoglio in Olocausto (ridoppiaggio 1986)
- Carlo Reali in Baby Boom
- Giorgio Piazza in Indiziato di reato
- Sandro Sardone in È tutta fortuna